# António Frasco
António Manuel Frasco Vieira  (* 16. Januar 1955 in Matosinhos) ist ein ehemaliger portugiesischer Fußballspieler.

## Karriere
Frasco begann seine Karriere bei Leixões SC, zuerst in der Basketballabteilung, später dann in der Fußballabteilung. Nach fünf Jahren bei Leixões wechselte er 1978 zum FC Porto, wo seine erfolgreichste Zeit als Fußballer begann.
Bis 1989 gewann er mit den Mannen aus Porto viermal den portugiesischen Meistertitel, zweimal den portugiesischen Pokal und viermal den portugiesischen Supercup. Er gewann 1987 den Weltpokal, europäischen Supercup und den Europapokal der Landesmeister. Im Finale wurde Frasco in der 65. Minute eingewechselt. Porto gewann gegen den FC Bayern München mit 2:1.
Des Weiteren wurde er 1984 in den Kader der portugiesischen Nationalmannschaft für die Europameisterschaft einberufen. Er wurde viermal eingesetzt und Portugal schied im Halbfinale aus.

## Erfolge
als Spieler
- 4× portugiesischer Meister: 1979, 1985, 1986, 1988
- 2× portugiesischer Pokalsieger: 1984, 1988
- 2× portugiesischer Supercup: 1981, 1983, 1984, 1986
- Weltpokalsieger: 1987
- Europapokal der Landesmeister: 1987
- UEFA Super Cup: 1987